# Ercheia diffusistriga
Ercheia diffusistriga là một loài bướm đêm trong họ Noctuidae.